# Jacek Saryusz-Wolski

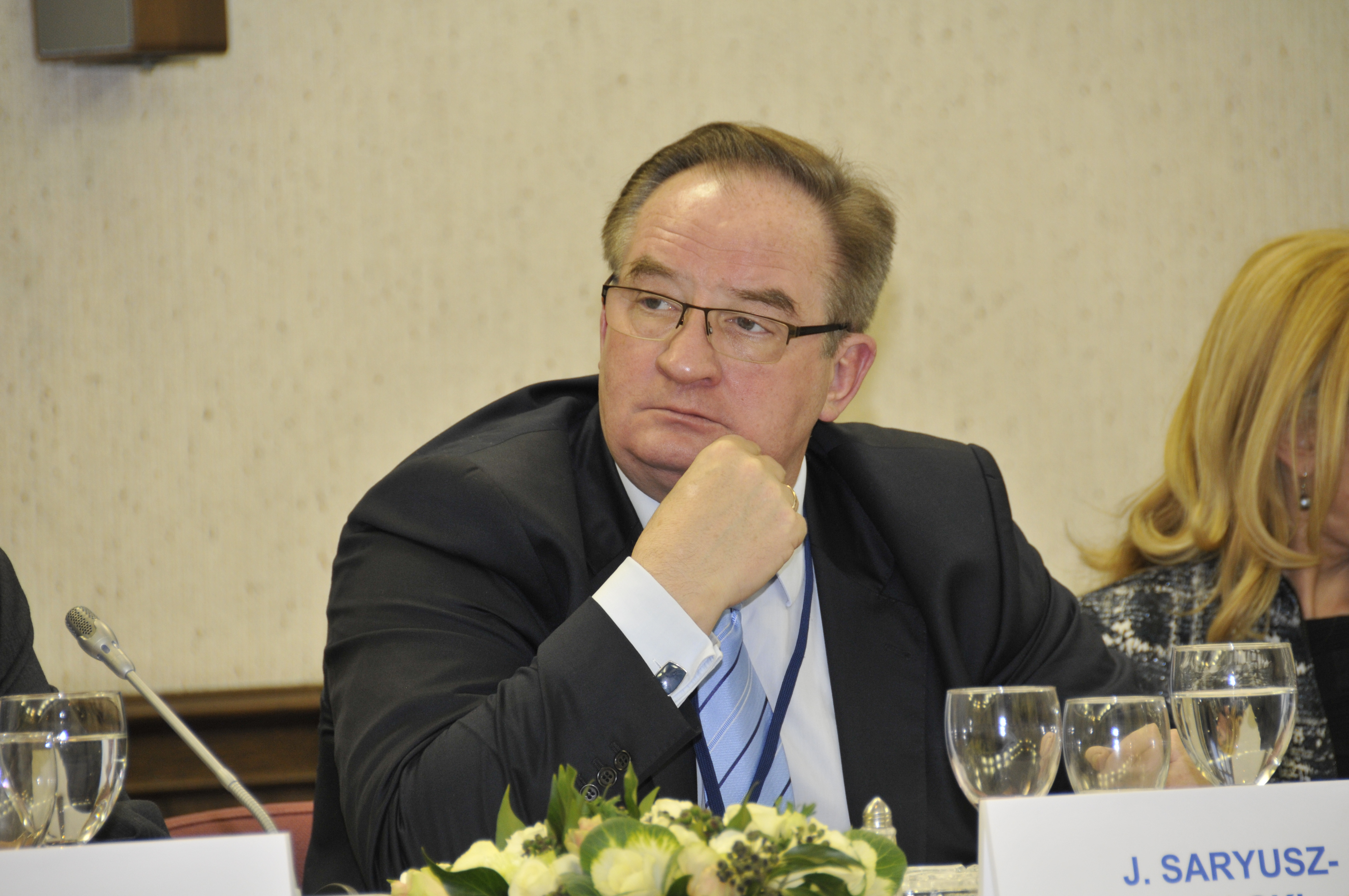
Saryusz-Wolski i december 2010.

Jacek Emil Saryusz-Wolski, född 19 september 1948 i Łódź, är en polsk politiker. Han är ledamot av Europaparlamentet sedan 2004 och var Europaparlamentets vice talman 2004–2007.
Saryusz-Wolski valdes till en början till EU-parlamentet som kandidat för Medborgarplattformen och var ordförande för Europaparlamentets utskott för utrikesfrågor 2007–2009. Han var vice ordförande i Europeiska folkpartiet 2006–2017. Polens regering motsatte sig 2017 omval av Donald Tusk som Europeiska rådets ordförande och framförde Saryusz-Wolski som Polens kandidat istället. Att Saruyusz-Wolski accepterade nomineringen ledde till ett brott med den gamla grupperingen. I Europaparlamentsvalet i Polen 2019 omvaldes han som kandidat för Lag och rättvisa och anslöt sig till Gruppen Europeiska konservativa och reformister.

## Utmärkelser
- Riddare av Franska Hederslegionen, 2003.[3]
- Kommendör av Polonia Restituta, 2003.[4]
- Förtjänstorden av första klass, 2006.[5]